# Ammerud
Koordinaten: 59° 58′ N, 10° 52′ O

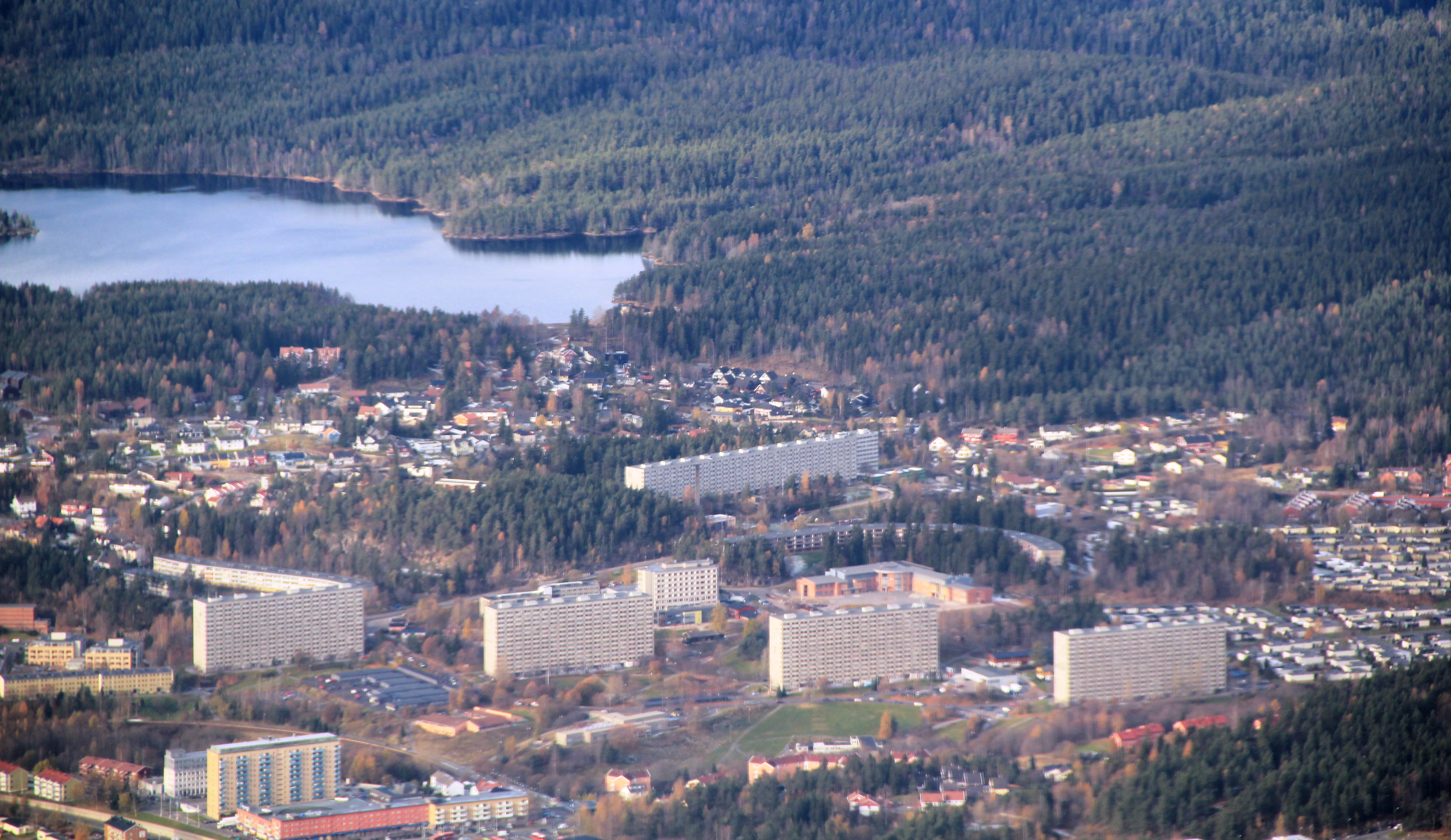
Ammerud liegt im Großraum Oslo am nördlichen Stadtrand unweit des Alnsjøen-Sees und des Lillomarka-Waldes.

Ammerud (ⓘ) ist ein Wohngebiet im Osloer Ortsteil (norwegisch bydel) Grorud. Es liegt im Großraum Oslo am nördlichen Stadtrand der norwegischen Hauptstadt. Nur wenige Kilometer nordöstlich davon beginnt das Fylke Akershus mit der Nachbargemeinde Nittedal.

## Geschichte
Noch in der ersten Hälfte des 20. Jahrhunderts war diese Region komplett ländlich geprägt. Es gab ausgedehnte Wälder, Felder und Bauernhöfe. Diese sind nun im Bereich von Ammerud nahezu verschwunden und wurden durch urbane Bauten ersetzt. Allerdings dehnt sich weiter nördlich noch immer der Lillomarka-Wald aus.
Seinen Namen hat Ammerud von einem Bauernhof (nordisch ruð) erhalten, der im 16. Jahrhundert hier in Nordre Ammerud und Søndre Ammerud (Nord- und Süd-Ammerud) unterteilt worden war und dessen Name selbst vom männlichen Vornamen Ambi abstammte.
Ab Mitte des 20. Jahrhunderts wurden die zunächst noch unbefestigten Wege und Straßen ausgebaut, gemauerte Häuser und erste Hochhäuser errichtet. Die Ammerud-Schule als Grund- und weiterführende Schule wurde gebaut und im Jahr 1966 mit Eröffnung des U-Bahnhofs Ammerud stasjon die verkehrsmäßige Anbindung über die Grorudban wesentlich verbessert. So entwickelte sich Ammerud in den 1960er Jahren zu einem beliebten Vorort für die Bürger der Hauptstadt.
Zu dieser Zeit gab es zwar auch kritische Stimmen, die den Mangel an Infrastruktur beklagten und die Entwicklung einer reinen „Schlafstadt“ mit möglichst vielen Wohnungen befürchteten. Jedoch gilt Ammerud inzwischen als ein gut entwickeltes und beliebtes Wohngebiet im Großraum Oslo.
Der hier beheimatete Basketball-Verein Ammerud Basket spielt in der Basketligaen Norge (BLNO), der höchsten Spielklasse im norwegischen Profi-Basketball der Männer.

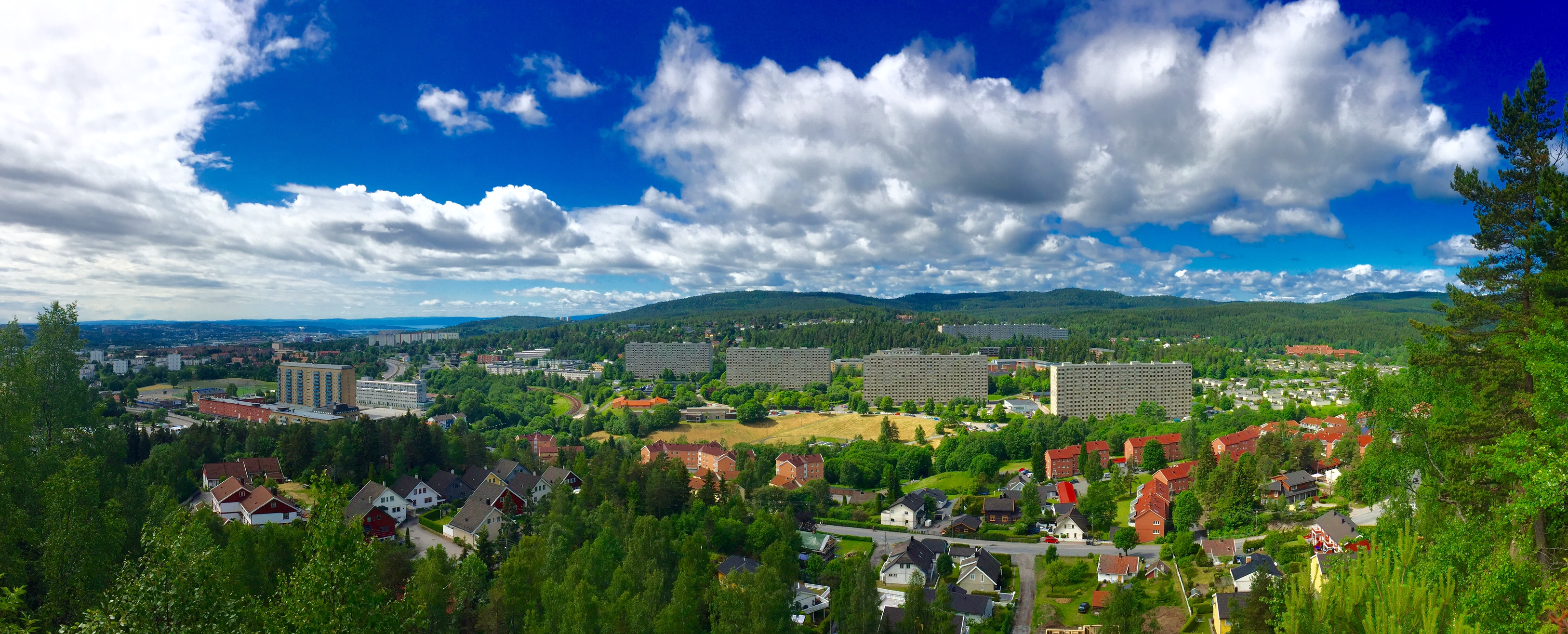
Ammerud in Grorud.
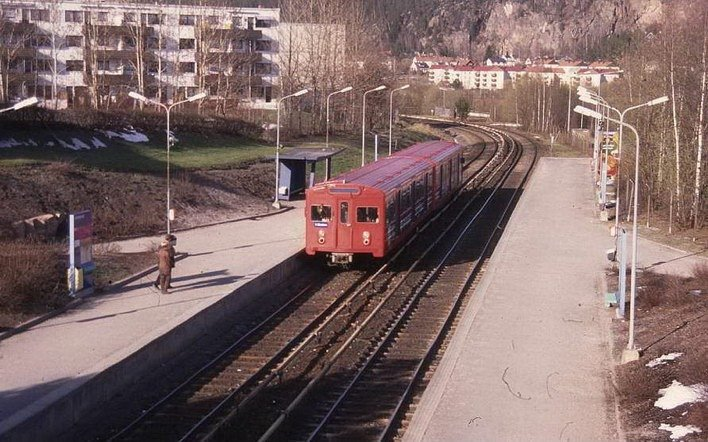
U-Bahnhof Ammerud stasjon.
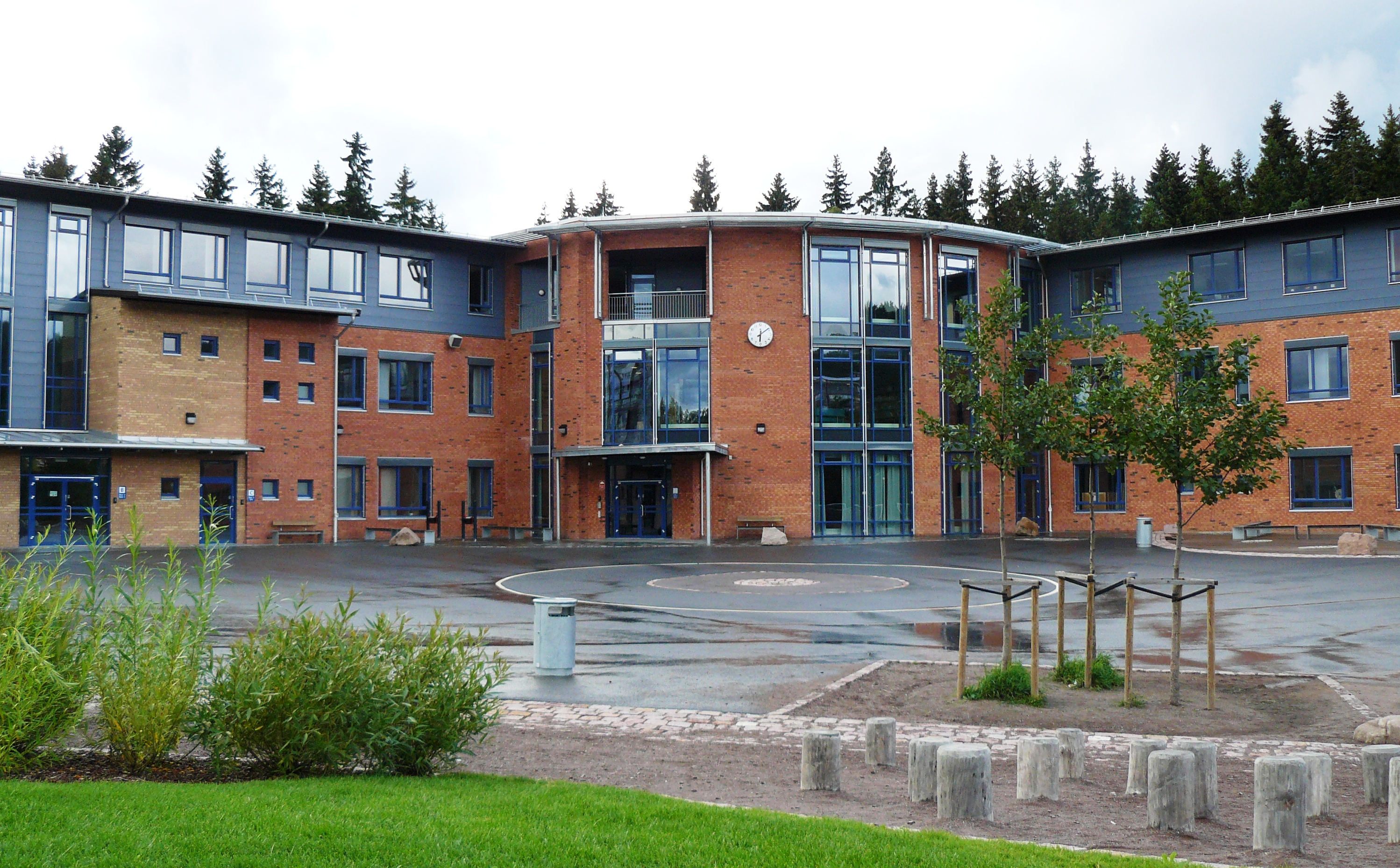
Die Schule Ammerud skole …
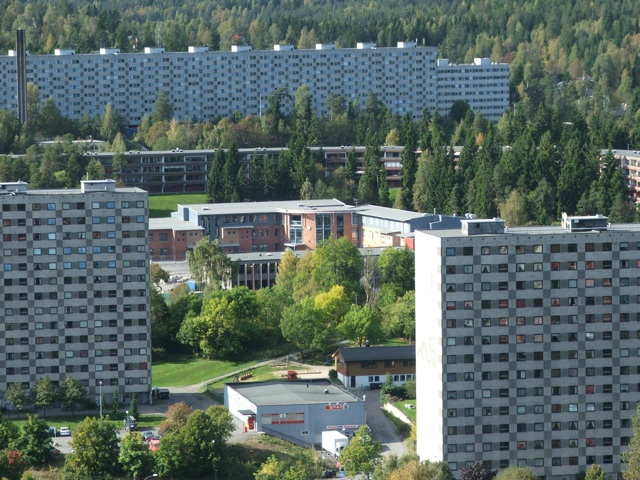
… liegt inmitten des Wohngebiets.
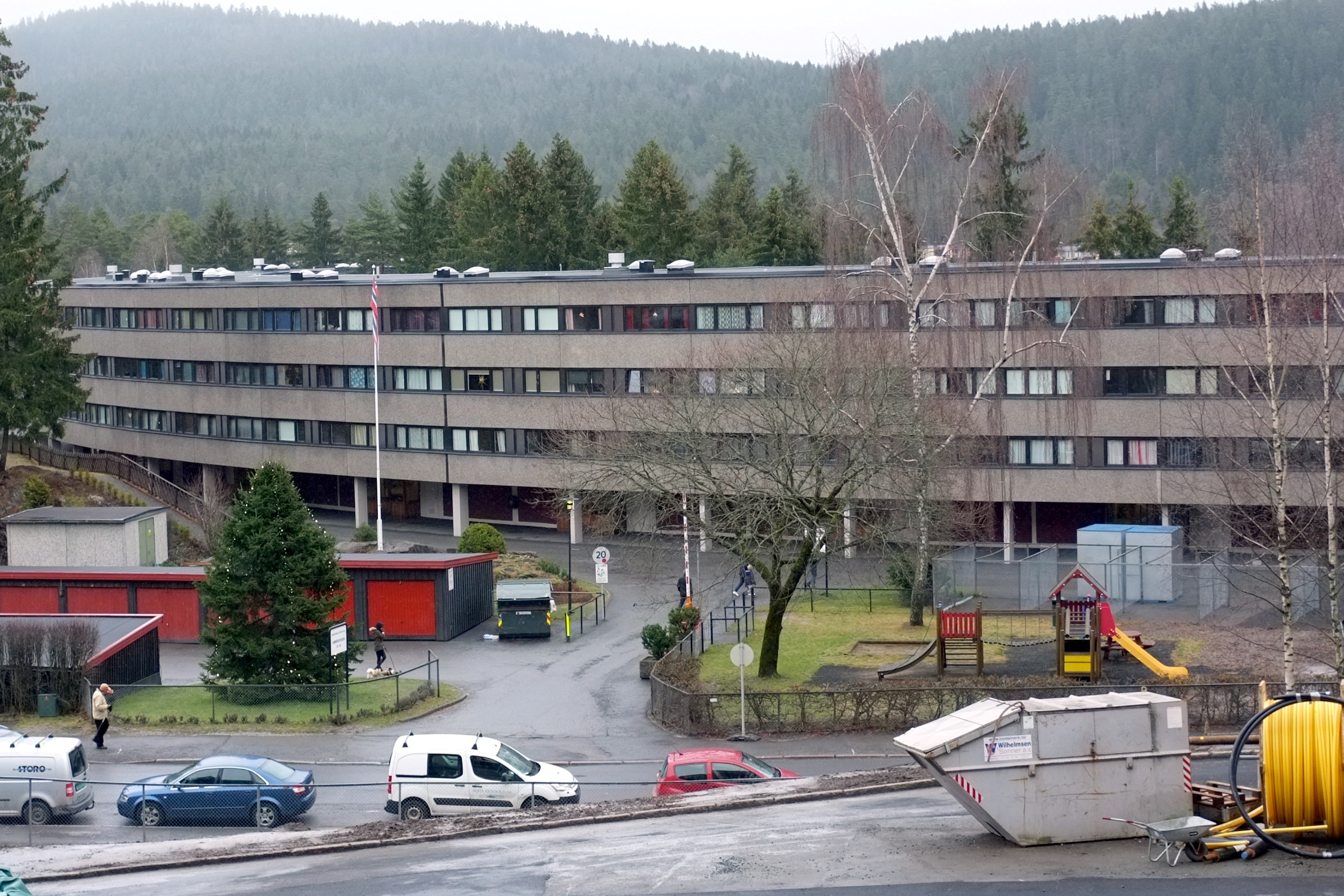
Der Bananblokka[3] (Bananenblock) am Ammerudvei.